# Coelioxys albolineata
Coelioxys albolineata är en biart som beskrevs av Cockerell 1905. Coelioxys albolineata ingår i släktet kägelbin, och familjen buksamlarbin. Inga underarter finns listade i Catalogue of Life.